# Budova továrny MEWA
MEWA a.s. pro průmysl zbožím kovovým je bývalý průmyslový a administrativní areál v Praze na Smíchově na rohu ulic Plzeňská a Kováků.

## Historie
Fúzí firmy Salomon Mestitz a syn s plechovým a lakovaným zbožím v Roudnici nad Labem, založené roku 1890, s Akciovou společností pro průmysl zbožím kovovým Josefa Kunzera na pražském Smíchově z roku 1898 vznikla roku 1916 Aktiengesellschaft für Metalwarenindustrie – MEWA. Po vzniku Československa byl název počeštěn na MEVA.
Pro a. s. MEWA postavila na rohovém pozemku mezi ulicemi Plzeňská a Kováků, kde sídlily starší dílny J. Kutzera a K. Entze, v letech 1912–1913 novou továrnu stavební firma Josef a Bohdan Bečkové.
Smíchovská továrna byla prodána roku 1934 akciové společnosti Křižík – Chaudoir. Později byl areál upraven firmou Miroslav Smlsal a spol. pro elektrotechnickou výrobu. Po skončení 2. světové války zde sídlil n.p. Křižík. Roku 2007 došlo ke konverzi továrny na víceúčelový dům – budova byla spolu se sousedními stavbami mezi ulicemi Kováků, Plzeňská a Radlická včleněna do komplexu „Palác Křižík“ podle návrhu ateliéru AHK architektů Zdeňka Hölzela a Jana Kerela.

## Popis
Zděná čtyřpodlažní budova postavená na půdorysu písmene „L“ má betonové stropy. Architekt Max Spielma pro ni navrhl vertikálně členěnou fasádu a mansardovou střechu s lucernou.